# Mednarodna zveza za čisto in uporabno kemijo
Mednarodna zveza za čisto in uporabno kemijo  (angleško The International Union of Pure and Applied Chemistry, kratica IUPAC) je mednarodna nevladna organizacija ustanovljena leta 1919 posvečena napredku kemije. Zveza preverja in razvija standarde za poimenovanje kemijskih elementov in njihovih spojin - nomenklatura organske kemije IUPAC, npr.: citronska kislina C6H8O7 (2-hidroksi-1,2,3-propantrikarboksilna kislina).